# نشأة أغسطس
بدأت الحياة المبكرة للإمبراطور الروماني أغسطس عند ولادته في روما في 23 سبتمبر 63 ق.م، واعتُبرت قد انتهت حول اغتيال الدكتاتور يوليوس قيصر، عمه الكبير ووالده بالتبني، في 15 مارس 44 ق.م.